# Codatractus
Codatractus este un gen de fluturi din familia Hesperiidae. 

## Specii
- grupul cyda

- Codatractus valeriana (Plötz, 1881) Arizona, Mexic
- Codatractus cyda (Godman, [1901]) Mexic până în Honduras
- Codatractus uvydixa  (Dyar, 1914)  Mexic

- grupul alcaeus

- Codatractus alcaeus  (Hewitson, 1867)
- C. alcaeus alcaeus Arizona, Nicaragua, Costa Rica, Mexic
- C. alcaeus apulia  Evans, 1952 Ecuador
- Codatractus aminias (Hewitson, 1867) Brazilia, Paraguay, Argentina
- Codatractus arizonensis  (Skinner, 1905) Arizona, New Mexico, vestul Texas, Mexic
- Codatractus bryaxis  (Hewitson, 1867) Mexic până în Guatemala
- Codatractus carlos  Evans, 1952
- C. carlos carlos  America Centrală, Honduras
- C. carlos arguta   Evans, 1952 Trinidad
- C. carlos rowena  Evans, 1952 Venezuela
- Codatractus cyledis (Dyar, 1912) Mexic
- Codatractus hyster  (Dyar, 1916) Mexic
- Codatractus imalena  (Butler, 1872) Costa Rica până în Columbia, Brazilia (Amazon).
- Codatractus melon (Godman & Salvin, [1893]) Mexic, Guatemala, Nicaragua
- Codatractus sallyae  Warren, 1995 Mexic
- Codatractus yucatanus  Freeman, 1977 Mexic